# 松根宗一
松根 宗一（まつね そういち、1897年4月3日 - 1987年8月7日）は、日本の昭和時代に活動した実業家。後楽園スタヂアムおよび新理研工業会長、電気事業連合会副会長を歴任し「電力界のフィクサー」「ミスター・エネルギーマン」の異名で呼ばれた。
祖父は宇和島藩家老の松根図書、次兄は俳人の松根東洋城。

## 来歴
1897年（明治30年）、愛媛県北宇和郡宇和島町（現在の宇和島市）に生まれる。旧制宇和島中学校を経て東京高等商業学校を卒業後、日本興業銀行を経て1932年（昭和7年）7月に電力連盟書記長。1939年（昭和14年）の日本発送電設立に伴い電力連盟は解散し、興銀からの出向により理研コンツェルンの中核企業であった理研工業へ入社、常務を経て副社長に就任する。
理研工業の副社長在職時、名古屋の中部日本新聞社傘下にあった職業野球チームの名古屋軍は社長の大島一郎が自己資金を投じて組織を維持していたが、資金の枯渇と戦況の悪化により運営が行き詰まったため球団理事の赤嶺昌志が仲介して理研工業に球団組織を預かるよう持ち掛け、副社長の松根をオーナーとして「産業軍」へ改称することになった。そのため、産業軍の選手は工場で勤労奉仕を行う傍ら試合へ出場する形でシーズンを終えたが、翌年の公式戦は休止されたまま終戦を迎え、中部日本新聞社の経営に戻されて新法人「中部日本野球倶楽部」の設立を経て現在の中日ドラゴンズとなっている。
戦後に理研コンツェルンは財閥解体の対象となり、松根自身も公職追放処分を受けるが電力連盟時代からの知己であった阪急東宝グループの小林一三に請われて東宝、後楽園スタヂアム（現在の株式会社東京ドーム）取締役に就任する。また、正力松太郎の誘いで関東レース倶楽部（現在の株式会社よみうりランド）取締役にも名を連ねた。
追放解除から間もなく松永安左エ門の主導による電力業界再編成が始まり、電気事業連合会専務理事を経て副会長に至る。1952年（昭和27年）に新理研工業会長、1954年（昭和29年）に理研ピストンリング会長、大同製鋼取締役就任。1967年（昭和42年）、勲二等瑞宝章を受章。経団連ではエネルギー対策委員長を歴任した。
1987年（昭和62年）8月7日死去。享年91（満90歳没）。学生時代はテニスに興じていたことから、郷里の宇和島ソフトテニス連盟に賞杯を寄贈し「松根杯県下ソフトテニス大会」が開催されている。